# Center for Strategic and International Studies
Le Center for Strategic and International Studies (CSIS) basé à Washington DC est un cercle de réflexion, d'influence et de conseil américain en matière de politique étrangère fondé en 1962 aux États-Unis par l'amiral Arleigh Burke et l'historien David Manker Abshire, originellement dans l'enceinte de l'Université de Georgetown.

## Activités
Le centre conduit des études politiques et des analyses stratégiques sur de nombreux sujets en relation avec la politique, l'économie, la sécurité, la finance, la technologie et l'énergie.
Créé en 1962 au sein de l'université de Georgetown, il ouvre ses portes le 4 septembre, peu de temps avant la crise des missiles de Cuba. Dans un contexte de guerre froide, le CSIS est un laboratoire d'idées bipartisan centrée sur la géopolitique. Le U.S. News & World Report le qualifie comme centriste. Il compte dans son conseil d'administration Zbigniew Brzezinski, Henry Kissinger, James Woolsey et l'ex-ambassadeur Joseph Farland (jusqu'à son décès en 2007), le recrutement d'anciens fonctionnaires étant une caractéristique du CSIS.
Le classement Global go-to Think Tanks 2011 publié par l'université de Pennsylvanie pour la cinquième année consécutive, nomme le CSIS comme étant le meilleur en matière de sécurité et affaires internationales.
En 2017, le CSIS suggère de s'appuyer sur les kurdes iraniens afin de rompre la continuité entre Téhéran et ses alliés dont le Hezbollah.

## Direction
Le président du think-tank est le milliardaire Thomas Pritzker (en), également président et PDG de Pritzker Organization, également PDG de l'important groupe Hyatt Hotels et servant au directoire de la plus importante compagnie de croisière au monde, Royal Caribbean Cruises Ltd. (en), dont le siège est au Libéria.